# Daniel Jensen
Daniel Jensen, född 25 juni 1979 i Köpenhamn, är en dansk före detta fotbollsspelare som senast spelade för Lyngby BK.